# Diclis stellarioides
Diclis stellarioides är en flenörtsväxtart som beskrevs av William Philip Hiern. Diclis stellarioides ingår i släktet Diclis och familjen flenörtsväxter. Inga underarter finns listade i Catalogue of Life.